# Josef Suwelack (Unternehmer)
Josef Suwelack (* 4. Januar 1850 in Greven, Westfalen; † 9. März 1929 in Billerbeck) war ein deutscher Unternehmer und Firmengründer in der Gründerzeit. Er ist der Vater des Jagdfliegers Josef Suwelack. Nach ihm wurde in Billerbeck die Josef-Suwelack-Straße benannt.

## Leben
Josef Suwelack wurde als drittes von vier Kindern am 4. Januar 1850 auf dem Hof Suwelack in Greven-Pentrup geboren. Hoferbe wurde der ältere Bruder Hermann Bernhard Suwelack. Nach der Volksschule und der landwirtschaftlichen Ausbildung wurde er Verwalter verschiedener Güter, zuletzt auf dem Gut von Twickel in Havixbeck. 1884 besuchte er bei Wilhelm Fleischmann die erste deutsche milchwirtschaftlich-chemischen Versuchsstation und höhere Molkereianstalt in Raden bei Lalendorf (Mecklenburg), wo er die notwendigen milchwirtschaftlichen Fachkenntnisse erwarb. Im September 1884 gründete er die Dampfmolkerei Billerbeck als Aktienunternehmen. Am 24. Mai 1886 heiratete er Katharina Brockmann, die Tochter des Gründers der Billerbecker Sparkasse. In Billerbeck lebte er mit seiner Familie zunächst an der Beerlager Straße. Nach dem Neubau der Neuen Molkerei an der Münsterstraße im Jahre 1899 entstand etwa hundert Meter davon entfernt das Wohnhaus des Direktors. Neben der modernen Molkerei gründete er zahlreiche Nebenbetriebe: Trockenmilchwerke, eine Mühlenanlage usw. Im Jahr 1910 gründete er die Nährmittelfabrik GmbH. Am 13. September 1915 fiel sein Sohn, der Jagdflieger Josef Suwelack an der Westfront. Nach Insolvenz der Nährmittelfabrik 1924 zog er sich zusammen mit seinem Sohn Richard Suwelack (1891–1968) von der Geschäftsführung zurück. Sein Sohn Otto Suwelack (1901–1962) gründete 1927 die Dauermilchfabrik Dr. Otto Suwelack, die in der Dr. Otto Suwelack Nachf. GmbH & Co KG fortbesteht. Das Unternehmen, bis heute mit 440 Mitarbeitern der größte Arbeitgeber in Billerbeck, geht auf die Gründungsinitiative von Josef Suwelack zurück. Suwelack starb 1929 in Billerbeck. Die Zufahrtsstraße zum Firmengelände wurde nach ihm benannt.